# Варварівська сільська рада (Юр'ївський район)
| Варварівська сільська рада — орган місцевого самоврядування у Юр'ївському районі Дніпропетровської області з адміністративним центром в селі Варварівка. Варварівська сільська рада розташована в південній частині Юр'ївського району Дніпропетровської області, за 5 км від районного центру, вздовж річки Мала Тернівка. Сільській раді підпорядковані населені пункти: - c. Варварівка - с. Вербське - с. Весела Гірка - с. В'язівське-Водяне - с. Призове - с. Широка Балка - с. Юр'ївське |

## Склад ради
Рада складається з 16 депутатів та голови.

## Керівний склад сільської ради
| ПІБ                         | Основні відомості                                                                         | Дата обрання | Дата звільнення |
| --------------------------- | ----------------------------------------------------------------------------------------- | ------------ | --------------- |
| Василенко Ганна Степанівна  | Сільський голова, 1950 року народження, освіта, член Всеукраїнського об'єднання «Громада» | 26.03.2006   | 31.10.2010      |
| Чепурний Віктор Миколайович | Сільський голова, 1975 року народження, освіта незакінчена вища, член Партії регіонів     | 31.10.2010   |                 |

Примітка: таблиця складена за даними джерела

## Соціальна сфера
На території сільської ради знаходяться такі об'єкти соціальної сфери:
- Варварівська середня загальноосвітня школа III ступеня;
- Варварівський дошкільний навчальний заклад «Ластівка»;
- Варварівський фельдшерсько-акушерський пункт;
- Призовський фельдшерсько-акушерський пункт;
- Варварівський сільський будинок культури.